# Paschalis Seretis
Paschalis Seretis (* 7. Juni 1967 in Serres) ist ein ehemaliger griechischer Fußballspieler.

## Werdegang
Paschalis Seretis spielte in Griechenland bei Skoda Xanthi, PAOK Thessaloniki und Apollon Kalamarias, bevor er nach Deutschland in die Bundesliga wechselte. Seine erste Station war der SC Freiburg, wo Seretis vier Spielzeiten spielte, danach endete seine Karriere beim FC Energie Cottbus. Bei Energie bestritt er drei Spiele in der 2. Bundesliga.